# Zhang Li (tennis de table)
Pour les articles homonymes, voir Zhang Li et Zhang.
Dans ce nom chinois, le nom de famille, Zhang, précède le nom personnel Li.
Zhang Li (chinois simplifié : 张立 ; pinyin : Zhāng Lì), née le 3 mai 1951 et morte le 13 février 2019, est une pongiste chinoise.
Elle a été vice-championne du monde de tennis de table à deux reprises, en 1975 et en 1977, échouant à chaque fois face à la Nord-Coréenne Pak Yung-Sun, et championne du monde en double en 1973.